# Луизинью
Луиш Карлуш «Луизинью» Коррейя Пинту (порт. Luís Carlos "Luisinho" Correia Pinto; 5 мая 1985, Порту) — португальский футболист, защитник.

## Карьера
Луизинью родился в Порту и сыграл свой первый профессиональный матч в 2004 году за клуб «Вила-Реаль». Летом 2005 года он перебрался в «Брагу», но был заявлен лишь за резервный состав и в итоге был отправлен в аренду в «Морейренсе», а затем — в «Риу Аве».
В январе 2008 года Луизинью перешёл «Морейренсе» на постоянной основе и, отыграв за этот клуб полтора сезона, перебрался в клуб второго дивизиона «Авеш».
В июне 2011 года Луизинью подписал контракт с клубом первого дивизиона «Пасуш де Феррейра». В том сезоне он отыграл за клуб 28 матчей, забил один гол и окончательно определился в амплуа левого защитника.
31 мая 2012 года Луизинью и его одноклубника Мишела Соузу подписала «Бенфика». 13 августа следующего года, не сумев закрепиться в составе «орлов», игрок впервые в карьере покинул родину и перешёл в испанский «Депортиво Ла-Корунья», выступавший на тот момент в Сегунде.
2 апреля 2014 года Луизинью на тренировке ударил по лицу своего одноклубника Хуана Карлоса, после чего был на время отстранен от тренировок. Тем не менее в первые два сезона он был основным защитником галисийцев.
Летом 2018 года, после того как «Депортиво Ла-Корунья» вылетел из Примеры, Луизинью перешел в «Уэску», подписав с ней 2-летний контракт.